# Walid Ahouda
Walid Ahouda (* 14. Oktober 2003) ist ein marokkanischer Tennisspieler.

## Karriere
Ahouda spielte bis 2021 auf der ITF Junior Tour. Dort konnte er mit Rang 73 seine höchste Notierung in der Jugend-Rangliste erreichen. Bei einem Grand-Slam-Turnier der Junioren spielte er nicht. Er gewann im Doppel ein Turnier der zweithöchsten Turnierkategorie.
Bei den Profis spielte Ahouda nur eine Handvoll Turniere auf der ITF Future Tour und konnte sich durch zwei Siege im Doppel in der Tennisweltrangliste platzieren. Im April 2022 erhielt Ahouda für den Grand Prix Hassan II in Marrakesch eine Wildcard für das Doppelfeld. Damit kam er zu seinem Debüt auf der ATP Tour. An der Seite von Mehdi Benchakroun unterlag er in zwei Sätzen der ebenfalls marokkanischen Wildcard-Paarung aus Elliot Benchetrit und Lamine Ouahab in zwei Sätzen.